# 日本産業規格の一覧
日本産業規格の一覧（にほんさんぎょうきかくのいちらん）は、日本産業規格（JIS）の一覧である。

## A: 土木および建築
日本産業規格（土木および建築）の一覧を参照。

## B: 一般機械
日本産業規格（一般機械）の一覧を参照。

## C: 電気・電子
日本産業規格（電気・電子）の一覧を参照。

## D: 自動車
日本産業規格（自動車）の一覧を参照。

## E: 鉄道
日本産業規格（鉄道）の一覧を参照。

## F: 船舶
日本産業規格（船舶）の一覧を参照。

## G: 鉄鋼
日本産業規格（鉄鋼）の一覧を参照。

## H: 非鉄金属
日本産業規格（非鉄金属）の一覧を参照。

## K: 化学
日本産業規格（化学）の一覧を参照。

## L: 繊維
日本産業規格（繊維）の一覧を参照。

## M: 鉱山
日本産業規格（鉱山）の一覧を参照。

## P: パルプ及び紙
日本産業規格（パルプ及び紙）の一覧を参照。

## Q: 管理システム
日本産業規格（管理システム）の一覧を参照。

## R: 窯業
日本産業規格（窯業）の一覧を参照。

## S: 日用品
日本産業規格（日用品）の一覧を参照。

## T: 医療安全用具
日本産業規格（医療安全用具）の一覧を参照。

## W: 航空
日本産業規格（航空）の一覧を参照。

## X: 情報処理
（1987年に新設）
日本産業規格（情報処理）の一覧を参照。

## Z: その他
日本産業規格（その他）の一覧を参照。